# Darina Sjarіpova
Darina "Darja" Sjarіpova (ukrainska:Дарина "Даря" Шаріпова) född 4 juni 1990 i Tjerkasy, Ukrainska SSR, Sovjetunionen, är en ukrainsk sportskytt. Vid OS i Peking 2008 blev hon nummer 18 i 10 meter luftgevär med 384 poäng. Vid EM 2009 i kroatiska Osijek vann hon en bronsmedalj på 50 meter gevär med 675,5 poäng. Hon deltog också vid OS i London 2012.
Sjarіpova tävlar för Tjerkasys Högskola för Brandförsvar.